# Kräva

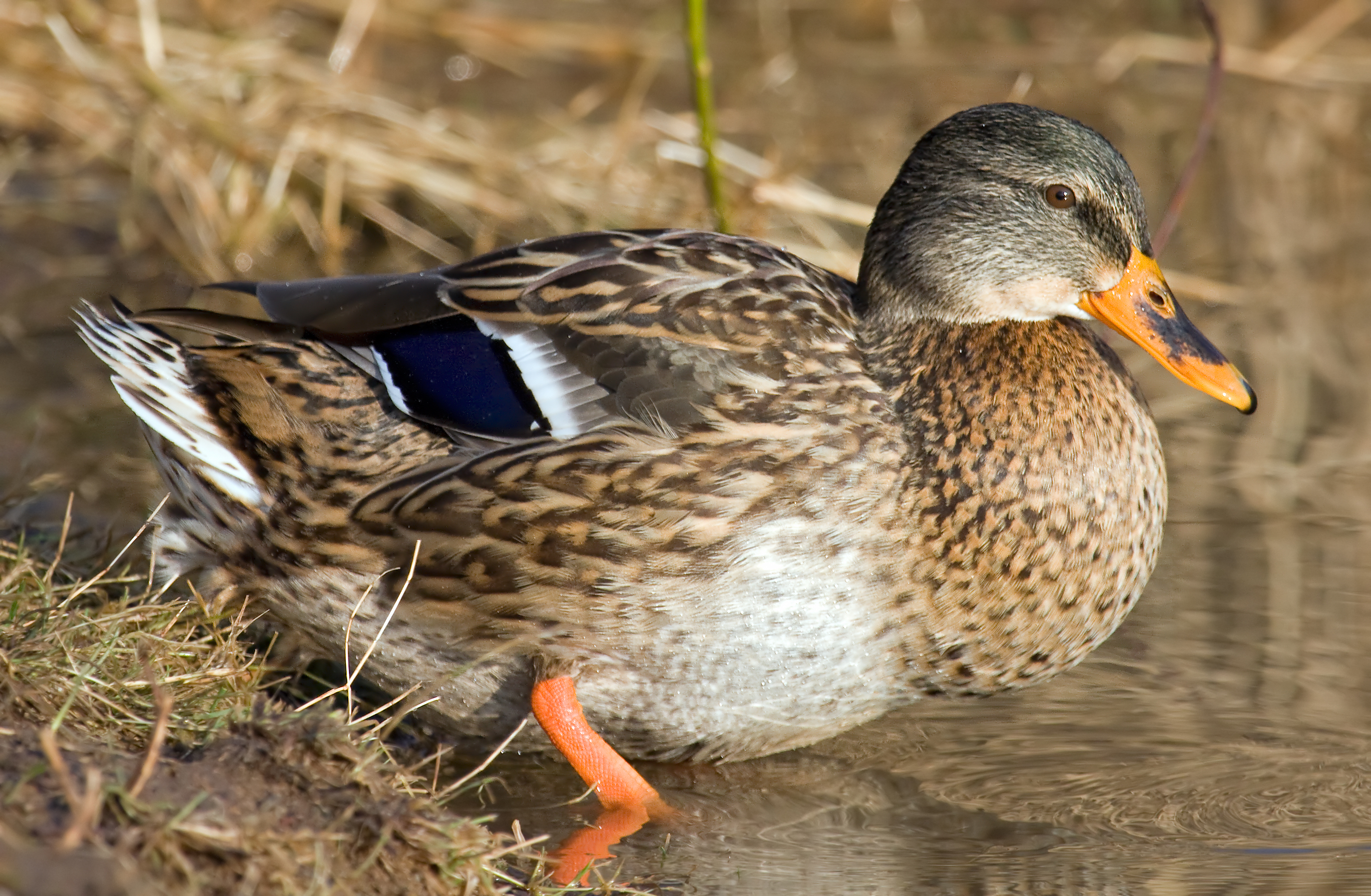
Gräsand med fylld kräva.

Krävan är hos fåglarna samt vissa insekter, blötdjur och ringmaskar en utvidgning av matstrupen där en större mängd föda kan lagras för att sedan (hos fåglarna) spjälkas i körtelmagen, varefter födan "tuggas" eller knådas i muskelmagen med hjälp av små stenar som fågeln svalt.